# Parafia Najświętszego Serca Pana Jezusa w Świątkowicach
Parafia Najświętszego Serca Pana Jezusa w Świątkowicach – parafia rzymskokatolicka należąca do dekanatu Lututów diecezji kaliskiej. Mieści się w Świątkowicach pod numerem 75.